# Naufrage
Pour les articles homonymes, voir Naufrage (homonymie).
Un naufrage (du latin naufragium, bris d'un navire), est la perte d'un navire par fortune de mer. C'est la perte totale ou partielle d'un navire par accident. Un naufrage peut se produire non seulement à la mer mais aussi en navigation fluviale ou lacustre. Pour un appareil de transport aérien (avion, hélicoptère, ULM, etc.) le terme officiel est « écrasement en mer ».
Quand un navire est coulé par une autre cause qu'un naufrage, (au combat, par sabordage ou sabotage...) on évoque une perte. Lorsqu'un navire disparaît avec tout son équipage et ses passagers, on dit que le navire a été perdu "corps et biens".

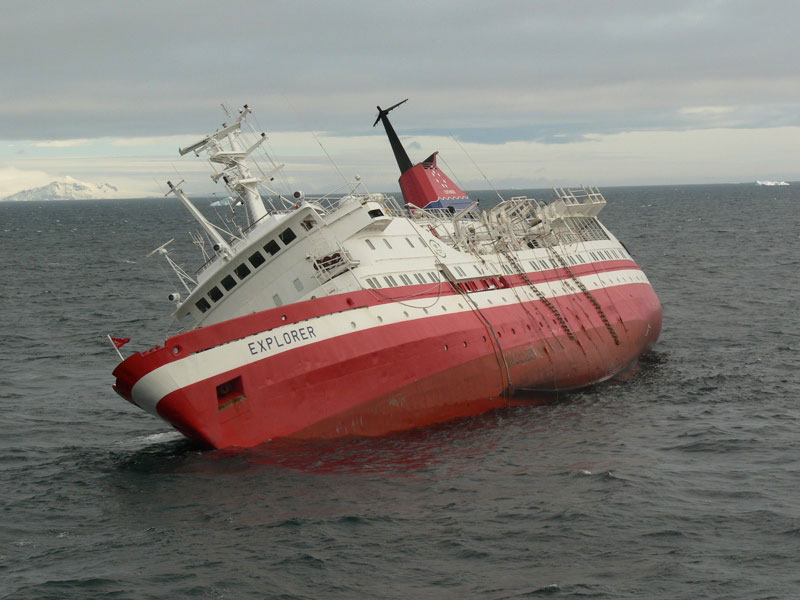
Le naufrage de l’Explorer le 23 novembre 2007.

## Causes

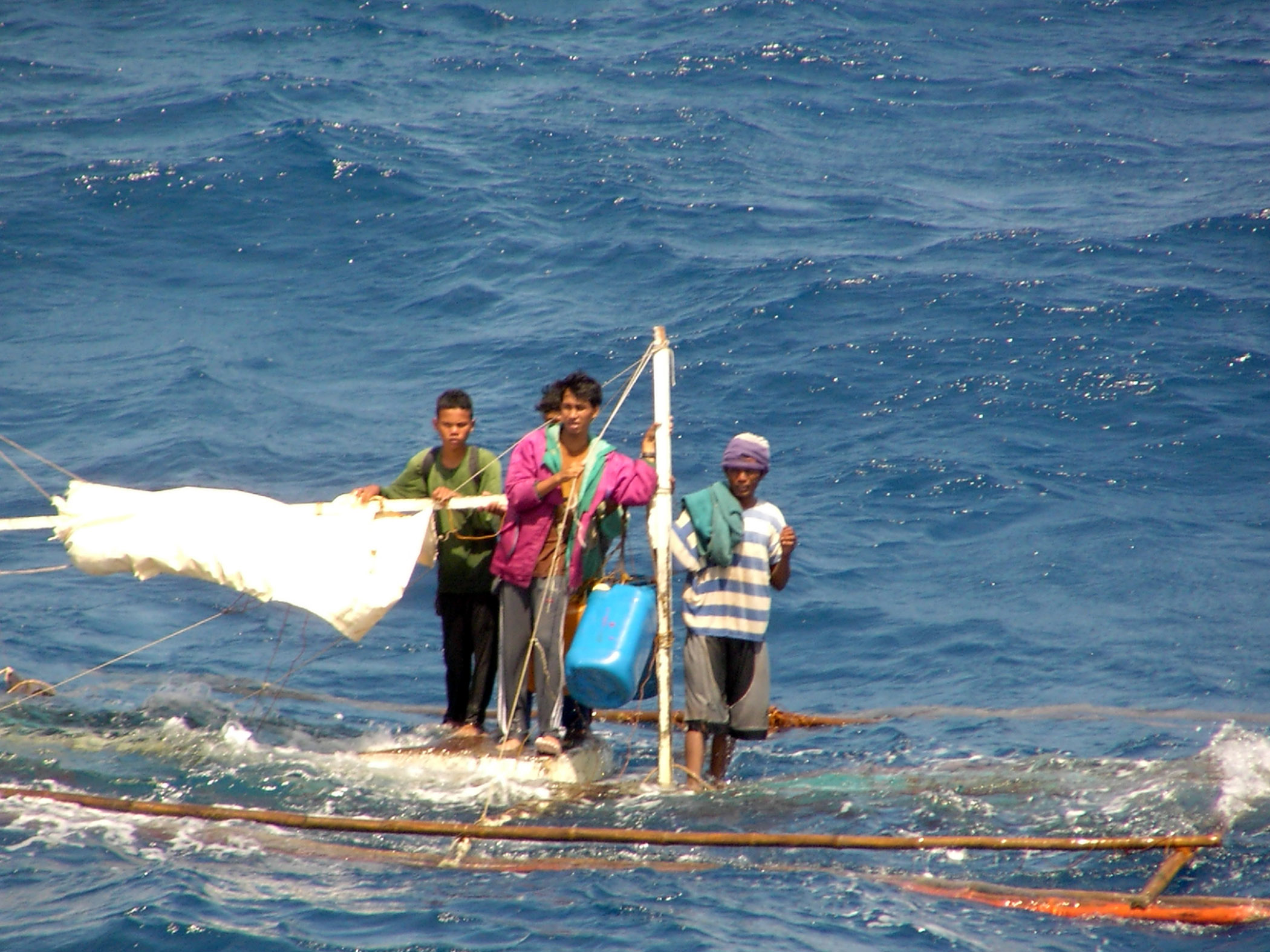
Quatre hommes naufragés dans les eaux des Philippines (qui seront récupérés par un hélicoptère de la Septième flotte américaine).

Des bateaux font naufrage pour de nombreuses raisons, incluant :
- avarie ou rupture de la structure du navire ;
- perte de stabilité ;
- erreurs humaines, de navigation en général ;
- incendie ;
- abordage (iceberg, Objet flottant non identifié  ou autre navire) ;
- échouement ;
- horaires de travail excessifs (fatigue) ;
- météorologie défavorable ;
- actes de guerre ou de piraterie ;
- dysfonctionnement d'une infrastructure de navigation (écluse par exemple) ou d'un instrument de navigation ;
- tsunami ;
- vague scélérate.

C'est souvent une succession malencontreuse de petits incidents qui conduit au naufrage.

### Avarie ou rupture de la structure du navire

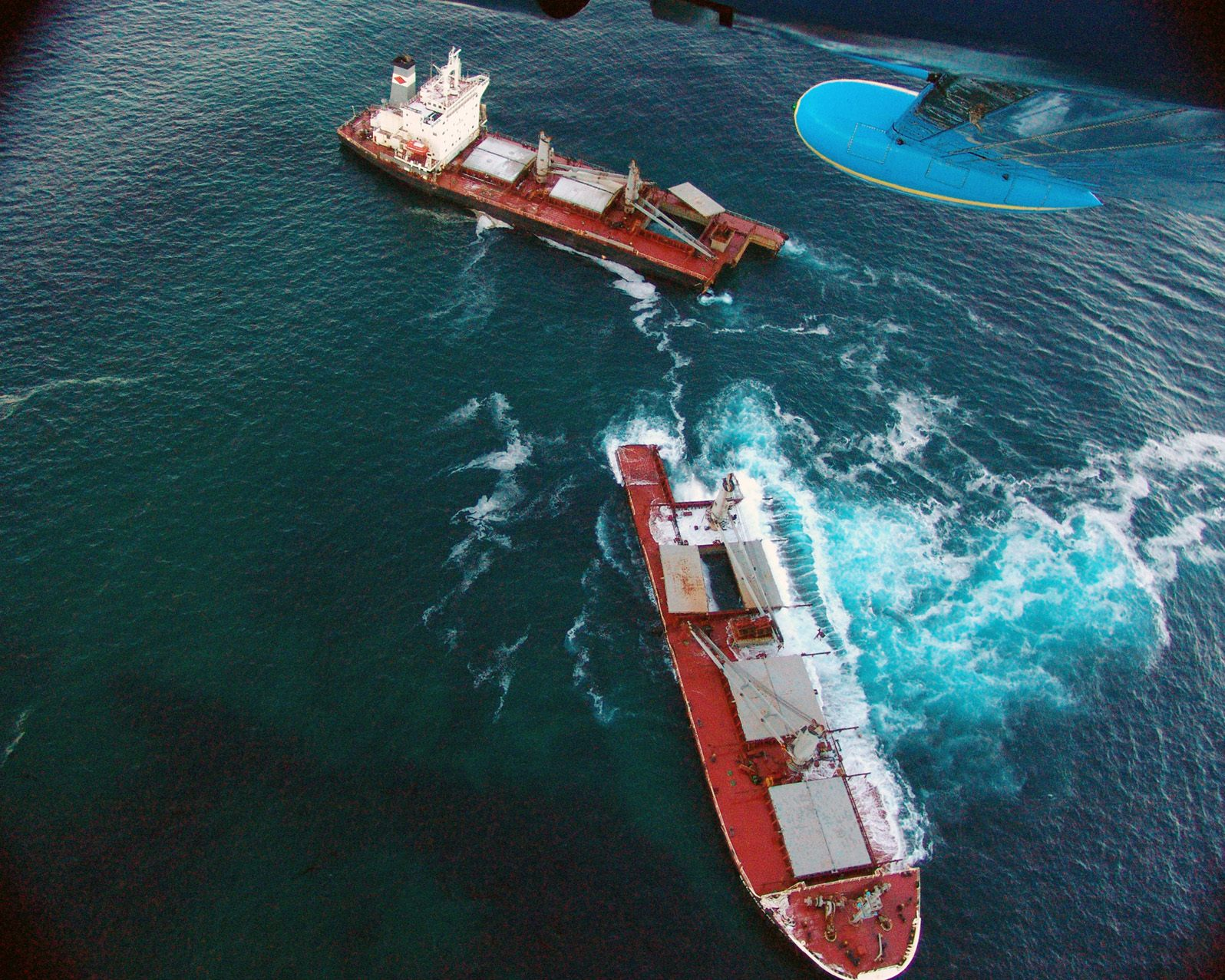
Le naufrage du Selendang Ayu sur les côtes des îles Aléoutiennes.

La rupture d'un élément de la structure du navire ou la voie d'eau dans la coque sont des problèmes sérieux qui peuvent mener à la perte de la flottabilité et à l'enfoncement du navire. Même de grands navires modernes se sont brisés dans de fortes tempêtes (l'Erika, le Ievoli Sun, l'Estonia, le Prestige, etc.) Les infiltrations entre les bordés des navires en bois étaient un problème particulier.
Une avarie de l'appareil de propulsion comme les moteurs, ou de l'appareil à gouverner, une faiblesse dans les voiles ou la mâture, peut avoir des conséquences graves ou même fatales, notamment parce que le navire ne peut plus éviter des dangers naturels comme les récifs, avec risque d'échouement (Amoco Cadiz, Braer…)
L'incendie et l'explosion sont aussi des menaces potentielles.

### Perte de stabilité
L'équilibre du navire dépend des positions respectives du centre de gravité et du centre de carène. Cet équilibre peut être perturbé par suite de problèmes de ripage de cargaison, voie d'eau, etc. En perdant sa stabilité le navire risque de chavirer.
Cet équilibre peut être aussi compromis par la présence d'eau ou de liquide dans les fonds ou dans des cales mal compartimentées, induisant un effet de carène liquide (Herald of Free Enterprise).

### Erreurs de navigation
De nombreux naufrages sont survenus quand l'équipage n'a pu empêcher le navire d'être drossé sur les rochers (Tamaris aux îles Crozet en 1887), d'entrer en collision avec d'autres navires (abordage) ou parfois des icebergs (naufrage du Titanic). Souvent la navigation est rendue plus difficile par le mauvais temps. De nombreuses aides comme le système de positionnement par satellites, radar, sondeur, AIS, sont disponibles de nos jours sur beaucoup de passerelles ; on constate, malgré tout, que le recoupement des diverses informations n'est pas encore systématique, et la confiance aveugle dans un seul système (GPS en l'occurrence) peut mener à de grossières erreurs (Royal Majesty en 1995).
Les erreurs de navigation sont aussi ciblées comme pouvant être une conséquence de la fatigue de l'officier de quart et/ou du matelot veilleur (Exxon Valdez).

### Météorologie défavorable

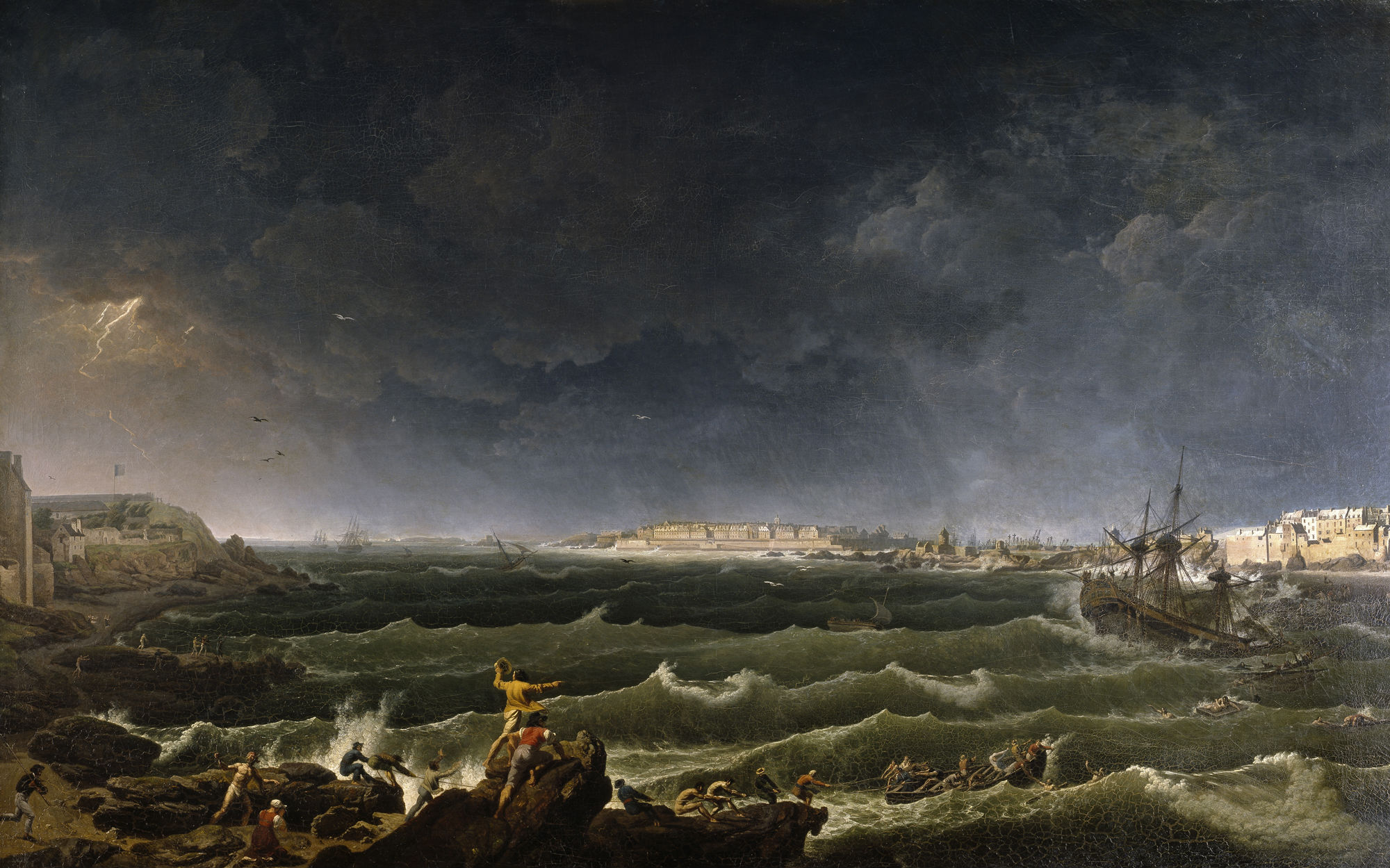
Scène de tempête et de naufrage devant Saint-Malo vers 1780, Jean-François Hue, Musée national de la Marine.

Parmi les conditions météo rendant la navigation plus difficile, il y a :
- le vent ;
- la visibilité réduite voir nulle (naufrage de l'Andrea Doria) ;
- le froid.

Le vent crée des vagues qui constituent d'autres difficultés. Celles-ci rendent la navigation difficile et dangereuse près de la côte lorsque les fonds sont réduits. La houle provoque un effort sur la structure de la coque. Le poids des vagues déferlantes oblige à une réduction de la vitesse, à un changement de cap pour suivre la direction de la houle (« mise en fuite »), voire à une immobilisation du navire (« mise à la cape »). L'effet est pire sur les voiliers.
Le froid peut rendre le métal cassant. L'accumulation de glace, en particulier sur les parties hautes du navire, nuit à sa stabilité par élévation du centre de gravité général.

### Dysfonctionnement d'une infrastructure de navigation
Un dysfonctionnement d'infrastructure de navigation, notamment une écluse ou un barrage mobile, peut être à l'origine d'un accident plus ou moins grave pouvant aller jusqu'à la perte de vies humaines. Ce dysfonctionnement peut être d'ordre purement technique (avarie sur un organe tel que vantail, ventelle, etc.) ou avoir une cause humaine : par exemple, un éclusier un peu pressé qui ouvre les ventelles brutalement alors que les bateaux ne sont pas encore tous amarrés et en sécurité.

## État de préservation des épaves

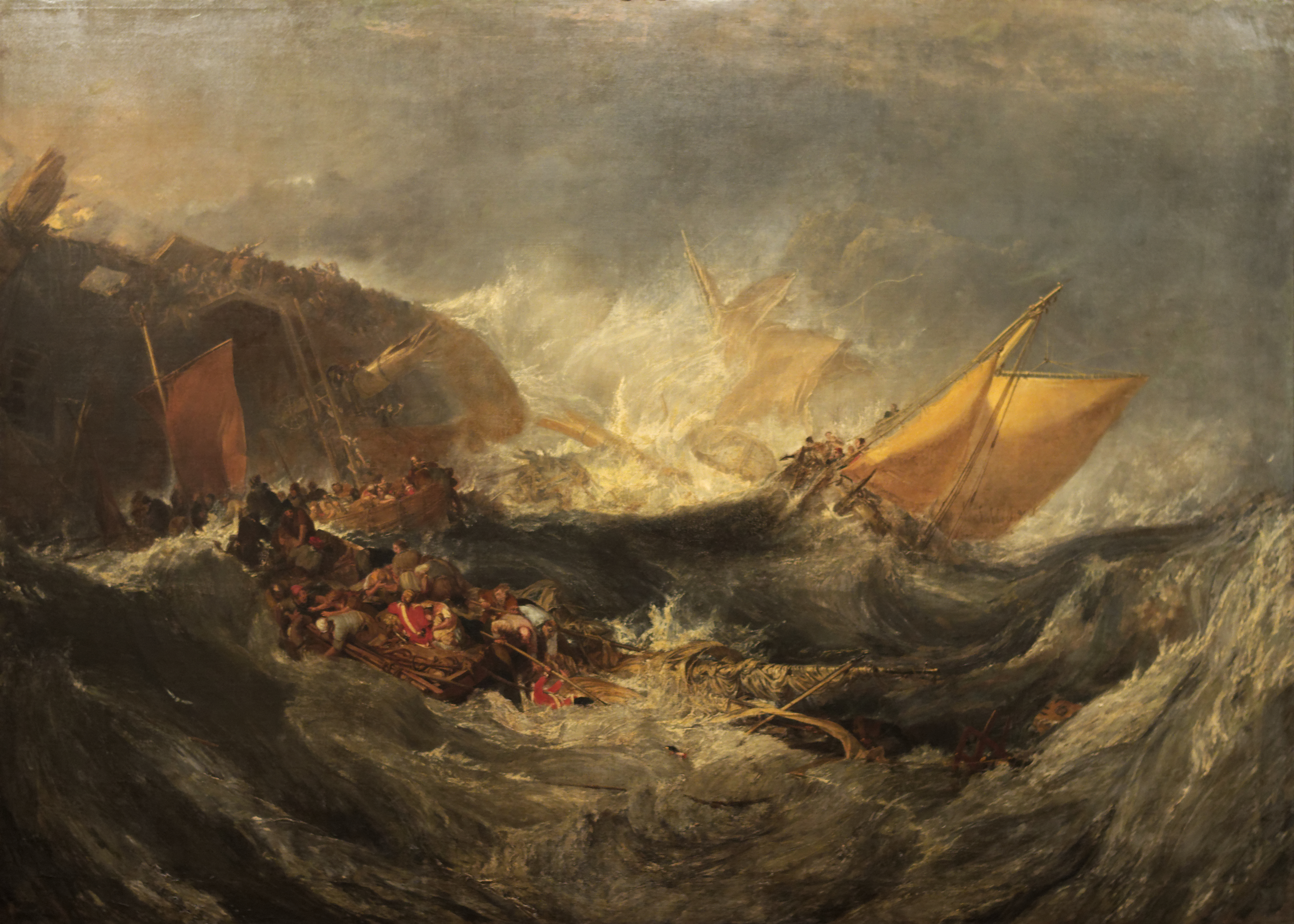
Le naufrage du Minotaure. Joseph Mallord William Turner, musée Calouste-Gulbenkian.

Beaucoup de facteurs entrent dans l'état de préservation d'une épave, dont :
- la nature et l'épaisseur des matériaux de l'épave (bois, métal, plastique…) ;
- la récupération de composants, légale et organisée, sauvage et/ou illégale ;
- le degré de corrosion, lié à l'âge du navire et aux conditions et à la durée d'immersion ;
- la marée, la houle, les courants, la profondeur qui influe sur le degré de salinité et la température de l'eau, lesquels influent sur l'activité du biofilm.

Des espèces de vers marins xylophiles (tarets) peuvent également manger le bois.